# 博爾杜爾鄉
45°42′N 21°47′E / 45.700°N 21.783°E
博爾杜爾鄉（羅馬尼亞語：Comuna Boldur, Timiș），是羅馬尼亞的鄉份，位於該國西部，由蒂米什縣負責管轄，面積85平方公里，海拔高度107米，2002年人口2,246，人口密度每平方公里26人。